# Fotogramas de Plata 1976
El lliurament dels 27è Premis Fotogramas de Plata, corresponents a l'any 1976, lliurats per la revista espanyola especialitzada en cinema Fotogramas, va tenir lloc a la mansió de la família Nadal Rodó a Barcelona el 31 de gener de 1977. Tots els homenatjats hi eren presents menys Adolfo Marsillach, en comptes seu va recollir el premi Manuel Galiana.

## Candidatures

### Millor intèrpret de cinema espanyol
| Intèrpret                                                           | Pel·lícula    | Resultat   |
| ------------------------------------------------------------------- | ------------- | ---------- |
| Felicidad Blanc Juan Luis Panero Leopoldo María Panero Michi Panero | El desencanto | Guanyadora |

### Millor intèrpret de cinema estranger
| Actriu        | Pel·lícula | Resultat   |
| ------------- | ---------- | ---------- |
| Marilina Ross | La Raulito | Guanyadora |

### Millor intèrpret de televisió
| Intèrprete        | Sèrie de televisió           | Resultat  |
| ----------------- | ---------------------------- | --------- |
| Adolfo Marsillach | La señora García se confiesa | Guanyador |

### Millor intèrpret de teatre
| Intèrpret      | Muntatge                     | Resultat  |
| -------------- | ---------------------------- | --------- |
| Laly Soldevila | La carroza de plomo candente | Guanyador |

### Millor activitat musical
| Intèrpret     | Resultat  |
| ------------- | --------- |
| Lole y Manuel | Guanyador |